# Henri de Bruxelles
Pour les articles homonymes, voir Bruxelles (homonymie).
Henri de Bruxelles fut à la tête de l'abbaye de Parc entre 1226 et 1239, en tant qu'abbé de cet établissement prémontré, le onzième de la liste de ses prélats. Durant treize années d'abbatiat, il déploya une grande activité aussi bien dans l'administration temporelle que spirituelle de l'abbaye. Il se montra en outre un diplomate habile.
L'abbaye de Parc a été fondée en 1129 dans le duché de Brabant, près de Louvain. Elle est toujours active en 2021, située dans le Brabant flamand de Belgique.

## Chronologie
Henri de Bruxelles est issu d'une famille noble, né à Bruxelles d'une mère prénommée Aleide,.
Il est d'abord chanoine au sein de l'abbaye Saint-Martin de Laon, abbé de Dilighem de 1220 à 1226, puis abbé de Parc de 1226 à 1239. Il meurt le 13 août 1244.

## Abbatiat

### Intendance
Du temps de l'abbé Henri de Bruxelles, 28 religieux furent acceptés à l'abbaye, dont 15 convers.

### Tâches architecturales
L'abbé Henri de Bruxelles fait achever le nouveau chœur de l'église en une année. Cette construction ayant démarré sous l'administration de son prédécesseur l'abbé Jean de Bierbeek, la nouvelle église est consacrée en 1228 par le suffragant de l'évêque de Liège Jacques de Vitry en l'honneur de la vierge Marie et de saint Jean l'Évangéliste.

### Affaires religieuses

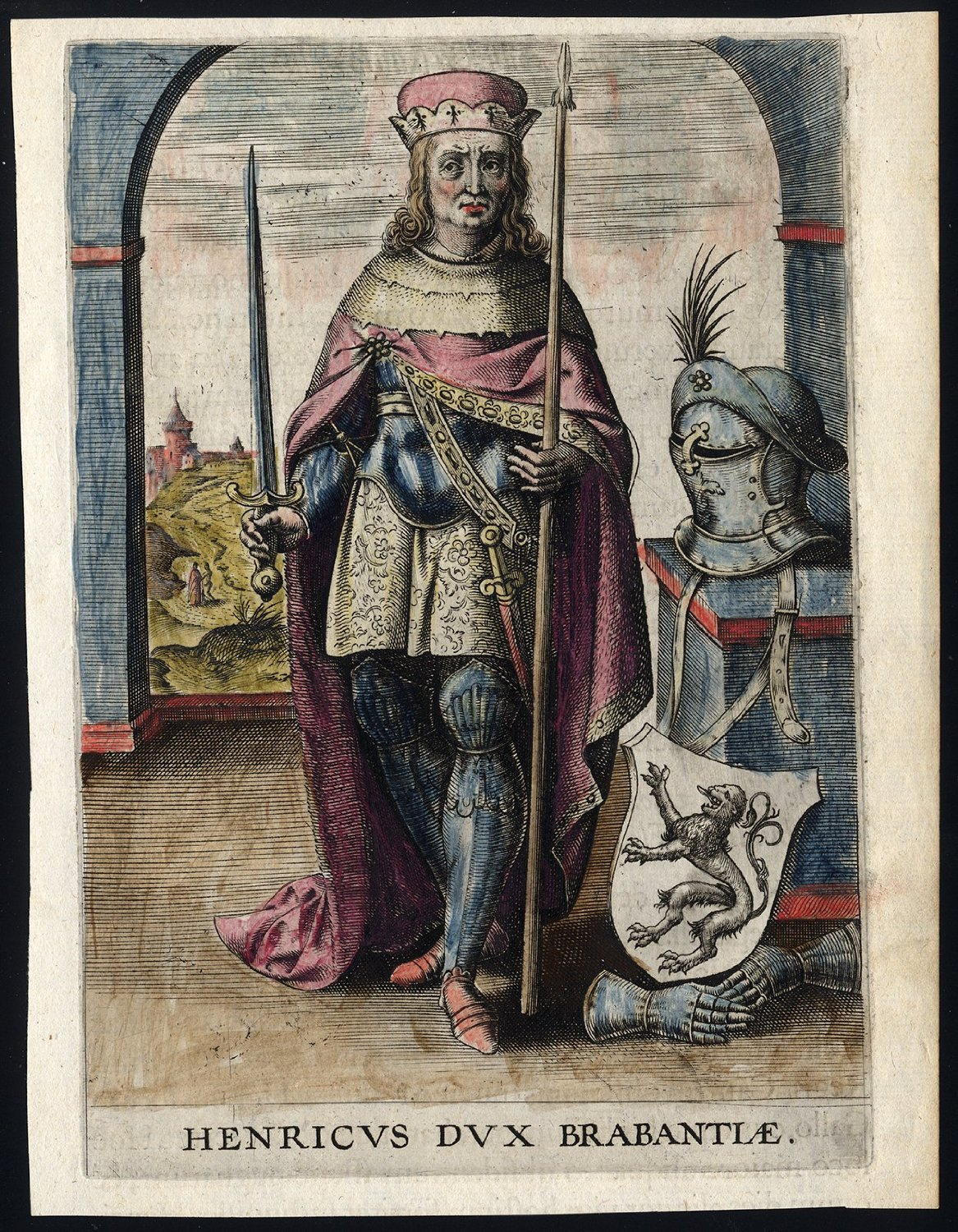
Henri Ier de Brabant, selon le Ducum Brabantiae chronica (1600).

En 1227, le duc de Brabant Henri accorde à l'abbaye de Parc le patronage de l'église de Tervuren avec droit de faire desservir la paroisse par un de ses religieux. Il approuve aussi la donation faite par le chevalier de Rode d'une partie des dîmes de ce lieu ainsi que la moitié du patronage de son église. Toutes ces donations sont approuvées par l'évêque de Liège Hugues de Pierrepont, comme le sont également celles de Werchter et des dépendances de Haecht et Warckerzele.
En 1230, l'archidiacre de Brabant B. De Vallibus scelle un acte dans lequel il déclare que l'hospitalité qu'il a toujours reçu à l'abbaye de Parc ne pourra donner lieu à aucune prétention de la part de ses successeurs dans la même dignité. Un tel acte, scellé par le doyen du concile de Louvain, a également été retrouvé dans les archives de l'abbaye.
En 1233, le pape Grégoire IX donne une bulle dans laquelle il approuve la possession accordée aux religieux de l'abbaye de Parc des cures de Werchter, de Rode, de Tervuren et de Lubbeek, ainsi que de la chapelle de Haecht.
En 1238, le duc de Brabant Henri obtient, de l'évêque de Cambray Gui Ier, la confirmation du patronage de l'église de Tervuren.

### Affaires diplomatiques

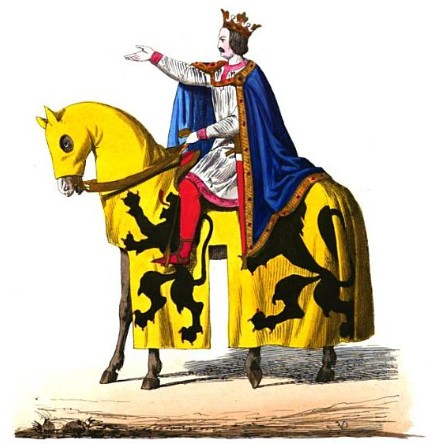
Ferrand de Flandre, selon l'Album du cortège des Comtes de Flandre (1849).

L'abbé Henri de Bruxelles a été le premier prélat de l'abbaye de Parc à se dévouer publiquement au bien du pays, au début du XIIIe siècle, puisqu'il a été envoyé comme intermédiaire par le duc de Brabant au comte de Flandre Ferrand de Flandre, pour traiter ainsi avec son ennemi sur le point d'entrer en guerre avec lui.
Dans une lettre adressée à l'abbé général de l'ordre des Prémontrés Gervais, l'abbé Henri de Bruxelles développe le point de tension entre le duc de Brabant et le comte de Flandre. Il précise qu'il est mêlé à cette intrigue en étant désigné comme membre de la députation vers le comte de Flandre,.

## Postérité

### Indication posthume
Dans son ouvrage cité plus bas, J.E. Jansen accompagne la chronologie de l'abbé d'une indication en latin qu'un traducteur automatique renvoie par « Lié à l'industrie, il n'en est pas moins considéré fidèle par ses prédécesseurs. », ce qui reste assez énigmatique.

### Armes de l'abbé

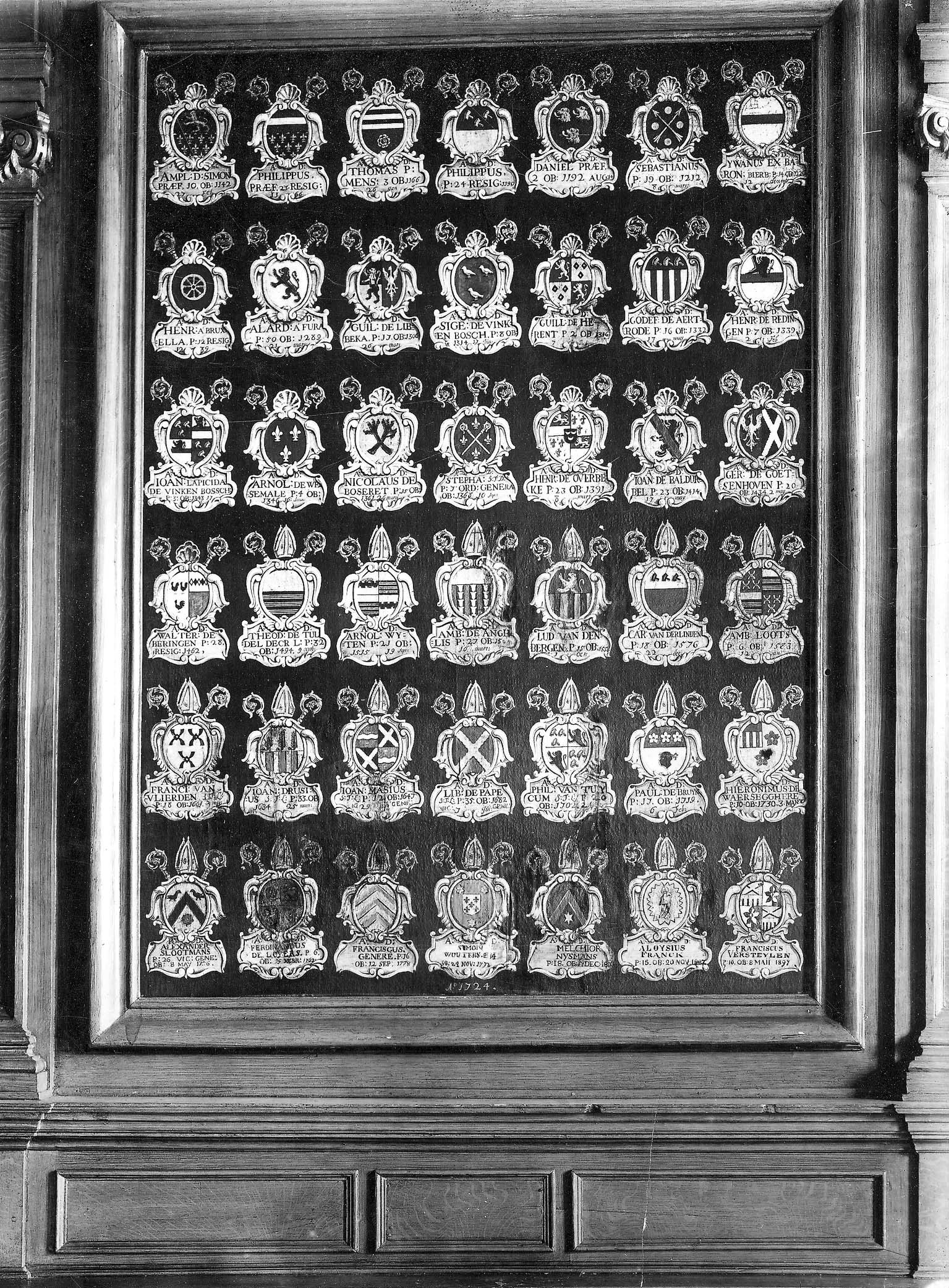
Armes des abbés de Parc (1724).

Le blasonnement des armes de l'abbé Henri de Bruxelles est : « de gueules à la roue d'or ». Cet énoncé est conforme à la représentation de ce blason sur le tableau des armes des abbés qui figure dans l'abbaye de Parc. Ce blason apparaît aussi dans l'armorial des abbés de Parc.